# La mentira tiene cabellos rojos
La mentira tiene cabellos rojos es una película española de drama de 1960, dirigida por Antonio Isasi-Isasmendi y protagonizada en los papeles principales por Analia Gadé y Arturo Fernández.
Aunque su estreno comercial no se produjo hasta 1962, fue exhibida por primera vez en 1960 en la sección oficial del Festival Internacional de Cine de San Sebastián.

## Sinopsis
Isabel y Enrique son una pareja que se han casado tras el éxito conseguido con un número de ilusionismo. Pero durante la noche de bodas, la mujer desaparece misteriosamente sin dejar rastro. Enrique se va creyendo, poco a poco, que su mujer lo ha abandonado y ha huido con otro hombre.

## Reparto
- Analía Gadé como Isabel Mendoza.
- Arturo Fernández como Enrique Solano.
- Eulalia del Pino como Olga.
- Laura Granados como Carmen.
- Carles Lloret como Carlos.
- Milo Quesada como Francisco Soto.
- Antonio Molino Rojo como Amigo de Enrique.
- Antonio Giménez Escribano como Amigo de Enrique.
- Josep Maria Angelat como Amigo de Enrique.
- Aníbal Vela como Director hotel Felipe II.
- Manuel Bronchud como Fernando Laredo.
- Paula Martel como Dependienta tienda de discos.
- Ena Sedeño como Matilde.
- Luis Sánchez Polack como Ferroviario.
- Federico Gallo como Presentador TV.
- Rafael Hernández como Empleado hotel Las Sirenas.
- Diana Lorys como Vecina.
- Marta Flores como Invitada de la fiesta.
- Rufino Inglés como Fraile.